# Quận Cocke, Tennessee
Quận Cocke là một quận nằm trong tiểu bang Tennessee. Quận này tạo là một phần của vùng thống kê tiểu đô thị Newport, tiểu bang Tennessee, được coi là một thành phần của vùng thống kê kết hợp Follette Knoxville-Sevierville-La. Tại thời điểm năm 2000, dân số quận là 33.565 người. Ước tính năm 2005 dân số quận này là 34.929 người. quận lỵ của nó là Newport 6.
Theo Cục Điều tra Dân số Hoa Kỳ, quận có tổng diện tích 443 dặm vuông (1.147,4  km²), trong đó 434 dặm vuông (1.124,1  km²) là đất và 9 dặm vuông (23,3  km²) (1,97%) là nước. Một phần của quận nằm trong ranh giới của Vườn quốc gia Great Smoky Mountains. Điểm cao nhất của quận là Old Black với độ cao 1.942 mét (6.370 ft). [3]